# سينيد كوين
سينيد كوين (بالإنجليزية: Sinéad Quinn)‏ هي مغنية وكاتبة غنائية بريطانية، ولدت في 24 مارس 1980.

## وصلات خارجية
- سينيد كوين على موقع ميوزك برينز (الإنجليزية)
- سينيد كوين على موقع ديسكوغز (الإنجليزية)